# Pajor Kornél
Pajor Kornél (Budapest, 1923. július 1. – Svédország, 2016. május 19. előtt) világbajnok gyorskorcsolyázó.
1941-től a BKE (Budapesti Korcsolyázó Egylet) gyorskorcsolyázója volt. 1942-től a Budapesti Haladás Kerékpár Egyletben kerékpározott is, de kiemelkedő eredményeket gyorskorcsolyázásban ért el. 1949-ben 5000 és 10 000 méteren is világcsúcstartó volt. Ebben az évben a davosi Európa-bajnokságon bronzérmet, az oslói világbajnokságon aranyérmet nyert. A magyar gyorskorcsolyázás történetének ez az első – és máig egyetlen – világbajnoki aranyérme. A norvégiai világbajnokság után nem tért haza, Svédországban telepedett le, és a gyorskorcsolyázást a svéd Castor Östersund sportegyesületben folytatta. A nemzetközi versenyeken ezután a svéd válogatott tagjaként indult. Az aktív sportolástól 1960-ban vonult vissza.
A még Budapesten megkezdett építészmérnöki tanulmányait 1952-ben, a Stockholmi Műszaki Főiskolán fejezte be.

## Sporteredményei
- Magyar színekben:
  - olimpiai 4. helyezett (10 000 m: 1948)
  - világbajnok (összetett: 1949)
  - Európa-bajnoki 3. helyezett (összetett: 1949)
  - négyszeres magyar bajnok (összetett: 1944, 1947, 1948, 1949)
  - világcsúcsai
    - 5000 m: 8:13,5 (1949)
    - 10 000 m: 16:58,7 (1949) - nem hivatalos világrekord, mert Hjalmar Andersen 16:57,4-et korcsolyázott ugyanazon a versenyen.

  - egyéni csúcsai
    - 500 m: 44,1 (1951)
    - 1500 m: 2:16,5 (1952)
    - 3000 m: 4:47,5 (1953)
    - 5000 m: 8:13,5 (1949)
    - 10 000 m: 16:58,7 (1949)
- Svéd színekben:
  - világbajnoki 3. helyezett (összetett: 1951)
  - Európa-bajnoki 3. helyezett (összetett: 1952)